# 델 비저넷
델피아 루이스 비저넷(영어: Delphia Louis Bissonette, 1899년 9월 6일~1972년 6월 9일)은 미국의 프로 야구 선수이자 코치, 감독이다. 1928년부터 1933년까지 메이저 리그 베이스볼(MLB)의 브루클린 로빈스/다저스에서 1루수로 뛰었다.